# 버나드 허먼

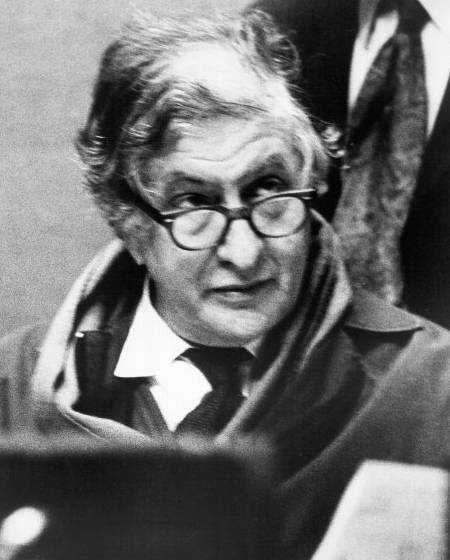

버나드 허먼 (Bernard Herrmann, 1911년 6월 29일 - 1975년 12월 24일, 뉴욕 시 출생)은 주로 영화 음악에서 활약한 미국의 작곡가로 앨프리드 히치콕 감독 작품 (현기증, 북북서로 진로를 돌려라 등)과 시민 케인, 케이프 피어, 택시 드라이버 (유작) 등 많은 영화 작품의 배경 음악을 작곡했다.

## 생애 및 이력
출생시 이름은 맥스 허먼 (Max Herman)으로 러시아 출신의 유대인 이민 1세의 가정에서 태어났다. 아버지의 본래 성은 다르딕 (Dardick 또는 Dardik)이었지만, 미국으로 이민올 때 외가 쪽 본래 성인 핀켈펄 (Finkelpearl)로 고쳤고, 이어 어머니쪽 사촌의 첫 번째 이름을 따서 허먼(Herman)으로 고쳤고, 독일어식 이름 Herrmann으로 철자를 고쳤다.
어릴 때부터 바이올린 영재 교육을 받았다. 바이올린 교사와 말다툼때문에 교사의 머리를 내리친 문제아이기도 했다.
줄리아드 학교 졸업 후, 지휘자로서 자작곡을 포함하여 많은 곡을 녹음하고 제작했고, 고전 작품의 자작도 스테레오 녹음으로 남겼다. 교향곡이나 클라리넷 오중주, 오페라 "폭풍의 언덕", 칸타타 등을 남겼다. 히치콕의 『너무 많이 안 남자』에도 지휘자로 등장한다. 영국, 미국의 20세기 음악에 조예가 깊고, 찰스 아이브즈를 옹호하는 한편, 윌리엄 월튼의 새로운 낭만주의적인 작풍에 심취했다. 허먼에 따르면 영화 음악은 상업적인 음악보다는 기회 음악(Gelegenheits musik)의 일종이며, 하이든과 모차르트가 댄스 음악을 작곡했듯이 자신은 영화 음악을 작곡하는 것이었다.
1941년 『악마의 금』으로 아카데미 작곡상을 수상했다.
히치콕 영화에 수많은 곡을 제공했지만 1966년 『찢어진 커튼』을 위해 작곡한 음악의 완성도를 놓고 히치콕과 대립해, 이후 영원히 갈라섰다.
나중에 『공포의 곶』(1962년)을 마틴 스코세이지 감독이 리메이크한 『케이프 피어』에서 허먼의 스코어를 재구성한 엘머 번스타인이 선내 싸움 장면에 『찢어진 커튼』의 음악을 사용했다.
열렬한 영국편으로서 알려져 만년을 영국에서 지냈다.
히치콕과 결별 이후, 허먼도 영화 음악 걸작을 만들지 못하고 있었지만, 『택시 드라이버』에서 재즈의 요소를 도입한 스코어가 절찬받아, 브라이언 드 팔마 감독의 『사랑의 메모리』와 함께 아카데미 작곡상 부문에 30년 만에 추천되었다. 『택시 드라이버』의 마지막 레코딩 세션을 종료하고 12시간 후에 숨을 거두었다.
동시대 및 후세의 영화 음악에 끼친 영향은 헤아릴 수 없다. 대니 엘프먼은 가장 감화된 영화 음악가로서 버나드 허먼의 이름을 든다. 1998년 리메이크 "사이코"에서 허먼의 유명한 스코어를 거의 편곡하지 않고 재구성한 것은 엘프먼이었다.
다른 작곡가의 작품에도 독자적인 견해를 가지고 있었고, 친구 엘머 번스타인이 「오리엔트 특급 살인」에서 열차가 발진할 때에 흐르는 가벼운 왈츠가 마음에 들어, 허먼의 앞에서 연주해 보인 것을 놓고, 허먼은 '죽음을 나르는 열차인데 왈츠를 썼다'는 등 분개했다고 한다.

## 작품 목록
| 연도 | 제목                   | 원제                         | 감독            |
| ---- | ---------------------- | ---------------------------- | --------------- |
| 1941 | 시민 케인              | Citizen Kane                 | 오슨 웰스       |
| 1941 | 악마와 대니얼 웹스터   | The Devil and Daniel Webster | 윌리엄 디털리   |
| 1942 | 위대한 앰버슨가        | The Magnificent Ambersons    | 오슨 웰스       |
| 1943 | 제인 에어              | Jane Eyre                    | 로버트 스티븐슨 |
| 1956 | 나는 비밀을 알고 있다  | The Man Who Knew Too Much    | 앨프리드 히치콕 |
| 1956 | 오인                   | The Wrong Man                | 앨프리드 히치콕 |
| 1958 | 현기증                 | Vertigo                      | 앨프리드 히치콕 |
| 1959 | 북북서로 진로를 돌려라 | North by Northwest           | 앨프리드 히치콕 |
| 1960 | 싸이코                 | Psycho                       | 앨프리드 히치콕 |
| 1976 | 택시 드라이버          | Taxi Driver                  | 마틴 스코세이지 |